# Дриппінг-Спрінгс (Аризона)
Дриппінг-Спрінгс (англ. Dripping Springs) — переписна місцевість (CDP) в США, в окрузі Гіла штату Аризона. Населення — 142 особи (2020).

## Географія
Дриппінг-Спрінгс розташований за координатами 33°6′18″ пн. ш. 110°45′18″ зх. д. / 33.10500° пн. ш. 110.75500° зх. д. (33.104954, -110.755088).  За даними Бюро перепису населення США в 2010 році переписна місцевість мала площу 17,35 км², уся площа — суходіл.

## Демографія
Згідно з переписом 2010 року, у переписній місцевості мешкало 235 осіб у 93 домогосподарствах у складі 65 родин. Густота населення становила 14 особи/км².  Було 121 помешкання (7/км²).
Расовий склад населення:
| - 68,9 % — білих - 1,3 % — корінних американців - 0,4 % — чорних або афроамериканців - 0,4 % — азіатів - 21,7 % — осіб інших рас |

До двох чи більше рас належало 7,2 %. Частка іспаномовних становила 47,7 % від усіх жителів.
За віковим діапазоном населення розподілялося таким чином: 17,4 % — особи молодші 18 років, 66,0 % — особи у віці 18—64 років, 16,6 % — особи у віці 65 років та старші. Медіана віку мешканця становила 47,3 року. На 100 осіб жіночої статі у переписній місцевості припадало 119,6 чоловіків;  на 100 жінок у віці від 18 років та старших — 115,6 чоловіків також старших 18 років.
Середній дохід на одне домашнє господарство  становив 38 141 долар США (медіана — 32 222), а середній дохід на одну сім'ю — 46 192 долари (медіана — 42 857). Медіана доходів становила 41 250 доларів для чоловіків та 45 179 доларів для жінок. За межею бідності перебувало 5,8 % осіб, у тому числі 0,0 % дітей у віці до 18 років та 5,6 % осіб у віці 65 років та старших.
Цивільне працевлаштоване населення становило 40 осіб. Основні галузі зайнятості: освіта, охорона здоров'я та соціальна допомога — 32,5 %, транспорт — 30,0 %, сільське господарство, лісництво, риболовля — 15,0 %, публічна адміністрація — 12,5 %.